# ايه جيه ديلاجارزا
أدولف جوزيف ديلاجارزا ولد 4 نوفمبر1978و هو لاعب كرة قدم محترف سابق. لقد كان لاعباً أساسياً في فريق لا قالقسي في أوائل عام 2010 والذي فاز بثلاثة وكووس MLS درعين للمشجعين .